# Bataille des monts Austen, du Cheval au galop et de l'Hippocampe
Théâtre du Pacifique sud-ouest de la Seconde Guerre mondiale
Batailles
Campagne de Guadalcanal

Terrestres : 
- Tulagi et Gavutu–Tanambog
- Tenaru
- Edson's Ridge
- Rivière Matanikau
- Henderson Field
- Offensive de la Matanikau
- Koli Point
- Carlson's patrol
- Monts Austen

Navales :
- Île de Savo
- Salomon orientales
- Cap Espérance
- Îles Santa Cruz
- Bataille navale de Guadalcanal
- Tassafaronga
- Ke
- Îles de Renell

La bataille des monts Austen, du Cheval au galop et de l'Hippocampe, dont certaines parties sont également connues sous l'appellation de bataille de Gifu, est un affrontement armé qui s'est déroulé du 15 décembre 1942 au 23 janvier 1943 à la fin de la campagne de Guadalcanal où les Américains repoussèrent progressivement les Japonais jusqu'à ce qu'ils décident d'évacuer l'île.

## Contexte
Les forces américaines, alors placées sous le commandement général d'Alexander Patch, s'efforçaient de détruire les forces japonaises sur Guadalcanal tandis que les Japonais, commandés par Harukichi Hyakutake, tentaient de tenir leurs positions défensives jusqu'à l'arrivée de nouveaux renforts.
Au cours de cet affrontement, les soldats et les Marines américains, assistés de natifs des îles Salomon, attaquèrent les forces de l'armée japonaise qui défendaient des positions bien fortifiées et enterrées sur plusieurs collines et crêtes sur plusieurs collines avoisinant la rivière Matanikau. Les collines les plus importantes furent baptisées mont Austen, le Cheval au galop, et l'Hippocampe par les Américains. 
Les deux camps rencontrèrent des difficultés extrêmes à combattre dans la jungle épaisse et l'environnement tropical de la zone des combats. Pour la plupart des soldats américains, il s'agissait des premières opérations de combat dans lesquelles ils étaient impliqués. Les Japonais, quant à eux étaient coupés de leur ravitaillement logistique et souffrirent énormément de la malnutrition et du manque de soins médicaux. 

## Déroulement
Après quelques difficultés, les Américains réussirent à prendre le mont Austen, notamment grâce à la prise de la position fortement défendue dénommée Gifu, et s'emparèrent de la colline du Cheval au Galop et celle de l'Hippocampe. 
Dans le même temps, les Japonais décidèrent secrètement d'abandonner Guadalcanal et se retirèrent vers la côte ouest de l'île. À partir de là, les troupes japonaises survivantes furent progressivement évacuées avec succès durant la première semaine de février 1943.

## Décorations
Trois soldats de l'armée reçurent la Medal of Honor : Charles W. Davis (en), Lewis Hall (en) et William G. Fournier (en) (les deux derniers à titre posthume pour la même action).

### Ouvrages
- (en) Charles R. Anderson, Guadalcanal, United States Army Center of Military History, coll. « The U.S. Army Campaigns of World War II », 1993 (lire en ligne)
- (en) Paul S. Dull, A Battle History of the Imperial Japanese Navy, 1941–1945, Naval Institute Press, 1978, 402 p. (ISBN 0-87021-097-1)
- (en) Richard Frank, Guadalcanal : The Definitive Account of the Landmark Battle, New York, Random House, 1990, 800 p. (ISBN 0-394-58875-4)
- (en) John B. George, Shots Fired In Anger : A rifleman's view of the war in the Pacific, 1942–1945, including the campaign on Guadalcanal and fighting with Merrill's Marauders in the jungles of Burma, National Rifle Association, 1981, 535 p. (ISBN 0-935998-42-X)
- (en) Oscar E. Gilbert, Marine Tank Battles in the Pacific, Da Capo, 2001, 356 p. (ISBN 1-58097-050-8)
- (en) Samuel B. Griffith, The Battle for Guadalcanal, Champaign, Illinois, USA, University of Illinois Press, 1963, 282 p. (ISBN 0-252-06891-2, présentation en ligne)
- (en) Stanley Coleman Jersey, Hell's Islands : The Untold Story of Guadalcanal, College Station, Texas, Texas A&M University Press, 2008, 514 p. (ISBN 978-1-58544-616-2 et 1-58544-616-5, présentation en ligne)
- (en) John Jr. Miller, Guadalcanal : The First Offensive, United States Army Center of Military History, coll. « United States Army in World War II », 1995 (1re éd. 1949) (lire en ligne)
- Samuel Eliot Morison, The Struggle for Guadalcanal, August 1942 – February 1943, vol. 5 of History of United States Naval Operations in World War II, Boston, Little, Brown and Company, 1958, 389 p. (ISBN 0-316-58305-7)
- (en) Gordon L. Rottman et Duncan Anderson (éditeur consultant), Japanese Army in World War II : The South Pacific and New Guinea, 1942–43, Oxford et New York, Osprey, 2005 (ISBN 1-84176-870-7)
- (en) Merrill B. Twining, No Bended Knee : The Battle for Guadalcanal, Novato (Californie), Presidio Press, 1996, 206 p. (ISBN 0-89141-549-1)

### Internet
- (en) Frank O. Hough, Verle E. Ludwig et Henry I. Shaw Jr., « Pearl Harbor to Guadalcanal » [archive du 27 juin 2006], History of U.S. Marine Corps Operations in World War II (consulté le 16 mai 2006)
- (en) Henry I. Shaw, « First Offensive : The Marine Campaign For Guadalcanal », Marines in World War II Commemorative Series, 1992 (version du 14 juin 2006 sur Internet Archive)
- (en) John L. Zimmerman, « The Guadalcanal Campaign », Marines in World War II Historical Monograph, 1949 (version du 19 juin 2006 sur Internet Archive)